# Prince de Linange
 (mars 2023).
Si vous disposez d'ouvrages ou d'articles de référence ou si vous connaissez des sites web de qualité traitant du thème abordé ici, merci de compléter l'article en donnant les références utiles à sa vérifiabilité et en les liant à la section « Notes et références ».

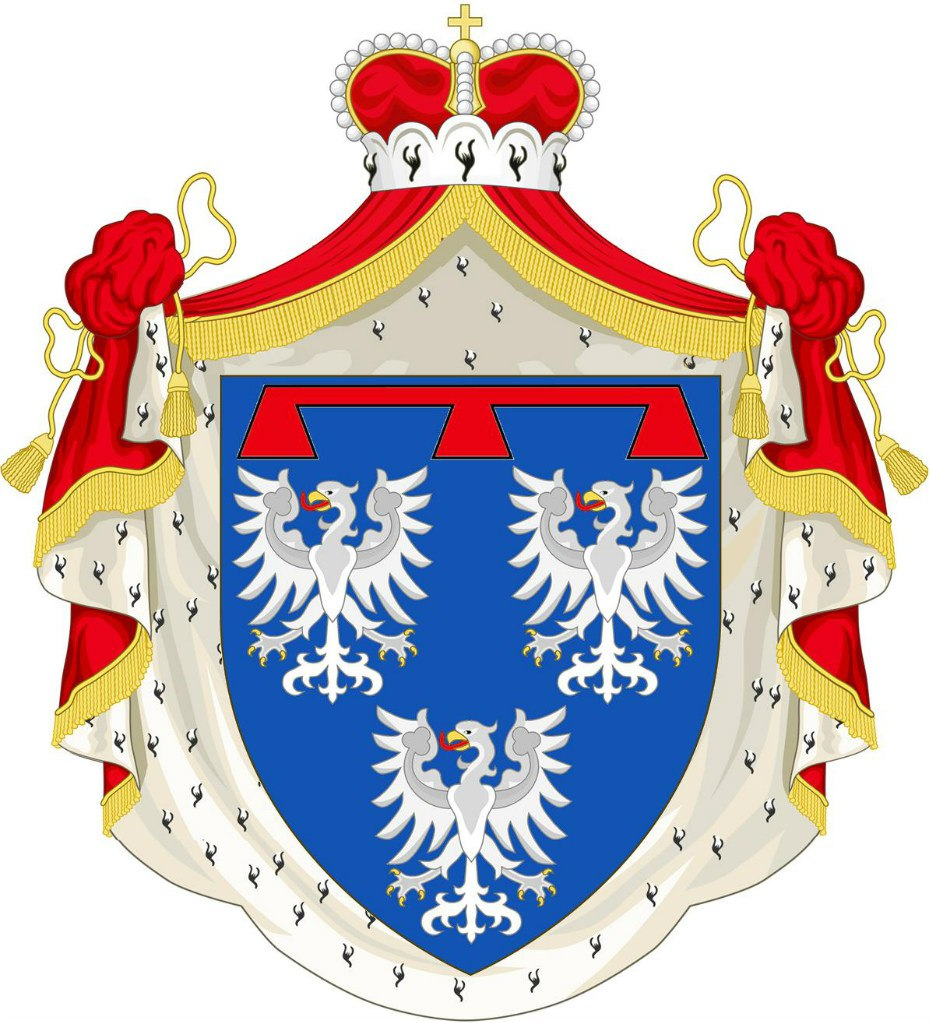
Armoiries des princes de Leiningen

Le titre de prince de Linange (allemand : Fürst zu Leiningen) a été créé par l'empereur romain germanique Joseph II, qui a élevé Carl Friedrich Wilhelm, comte de Leiningen-Dagsburg-Hardenburg (une branche plus jeune de la maison de Leiningen) au rang de Reichsfürst (prince du Saint-Empire romain germanique) le 3 juillet 1779. 

## Principauté de Leiningen à Amorbach
De 1560 à 1725, le château de Hardenburg était le siège principal de la succursale. Après sa destruction partielle pendant la guerre de Neuf Ans, la résidence a été déplacée à Bad Durkheim. 
En 1801, cette ligne a été privée de ses terres sur la rive gauche du Rhin, à savoir Hardenburg, Dagsburg et Durkheim, par la France, mais en 1803, elle a reçu l' abbaye d'Amorbach sécularisée comme une compensation suffisante pour ces pertes. Les titres complets de Carl Friedrich Wilhelm, 1er prince de Leiningen étaient Prince impérial de Leiningen, comte palatin de Mosbach, comte de Düren, seigneur de Miltenberg, Amorbach, Bischofsheim, Boxberg, Schüpf et Lauda.
 

Quelques années plus tard, la brève principauté de Leiningen à Amorbach est médiatisée, et son territoire est désormais inclus principalement à Baden, mais en partie en Bavière et en Hesse . L'abbaye d'Amorbach est encore aujourd'hui le siège du prince de Leiningen. L'ancien pavillon de chasse Waldleiningen Castle à Mudau est maintenant géré comme un hôpital par la famille. 

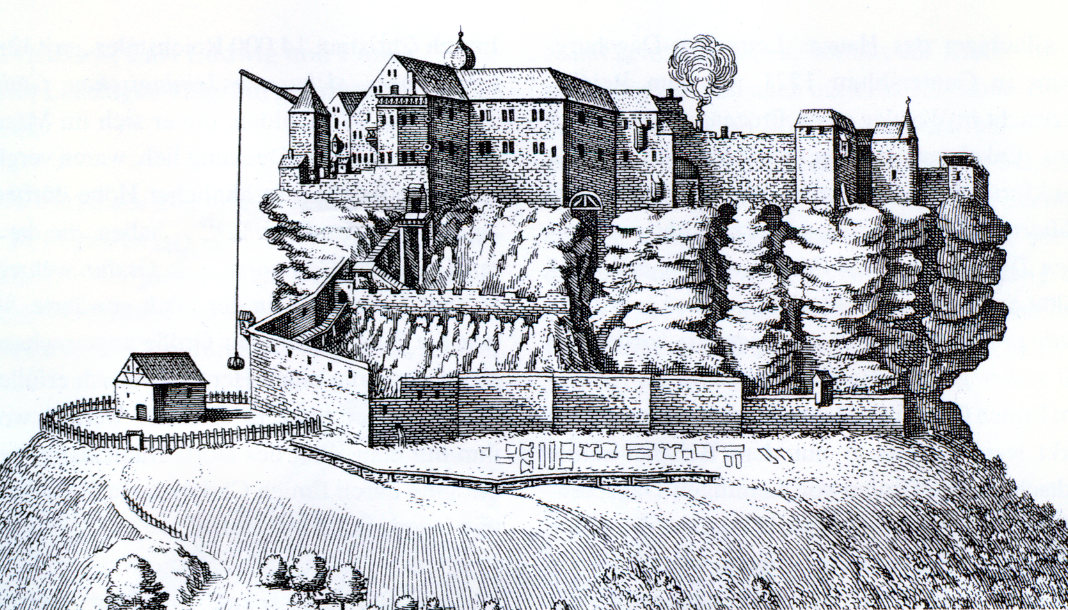
Château de Dagsburg (1663)
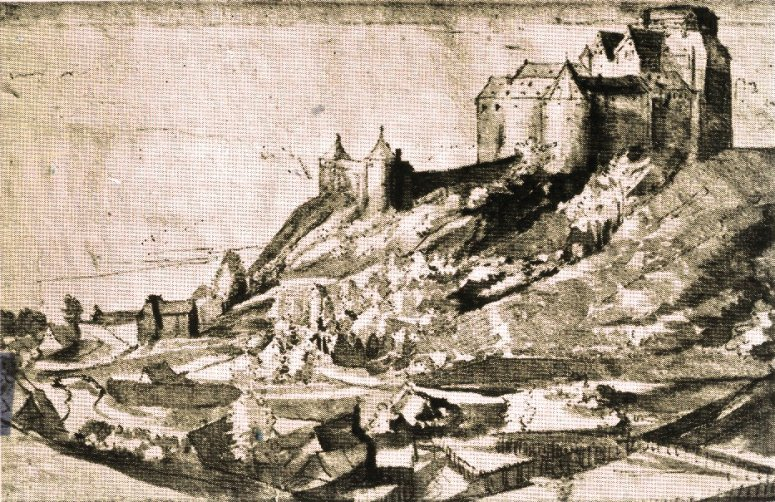
Château de Hardenburg (1580)
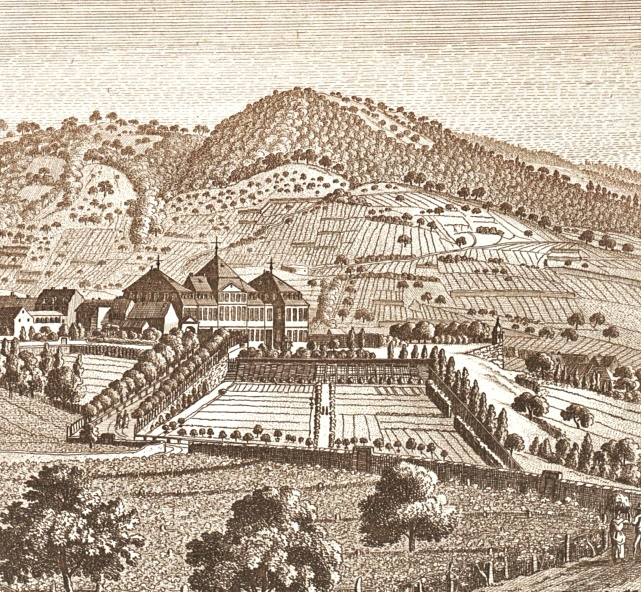
Château de Durkheim (1787)
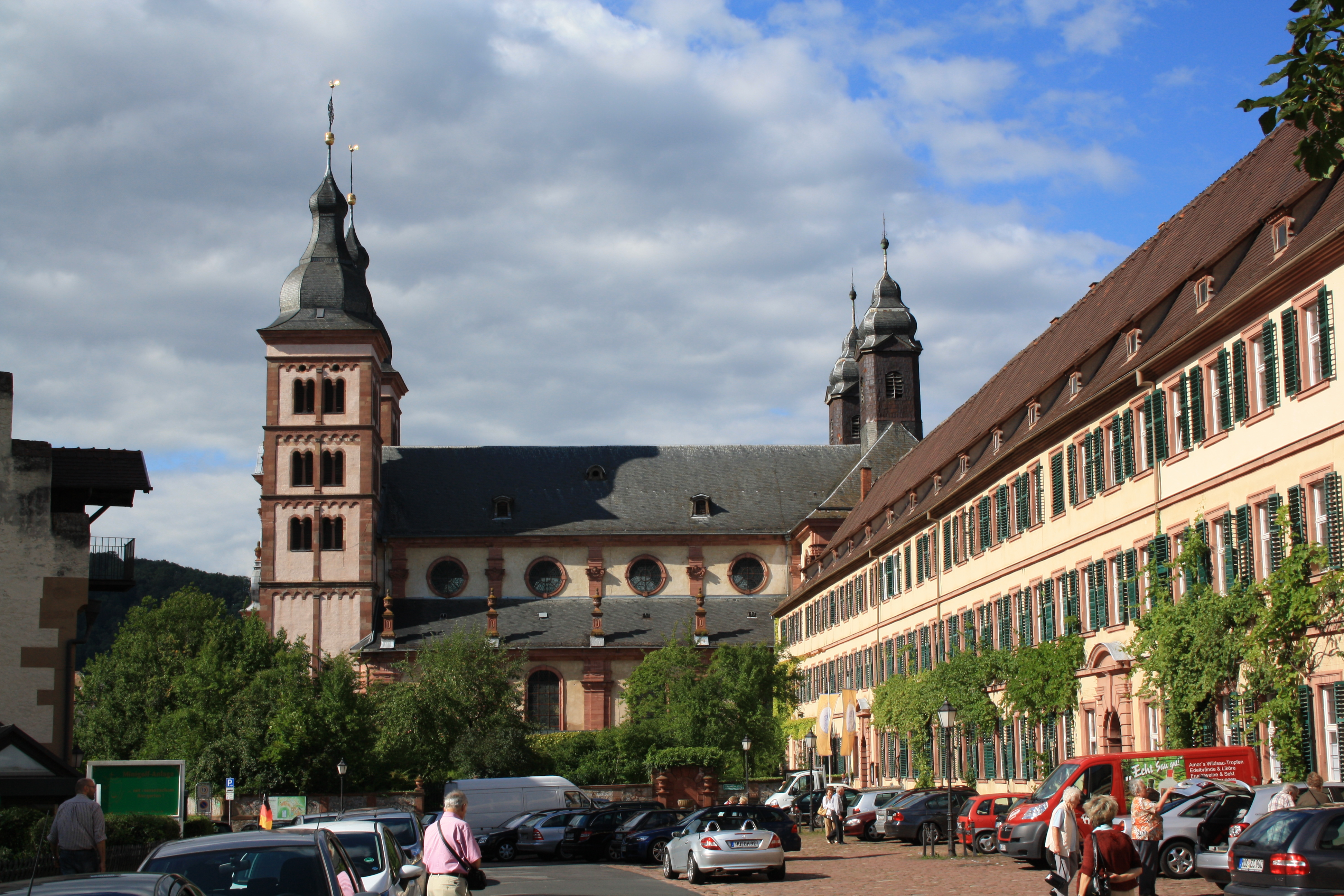
Abbaye d'Amorbach
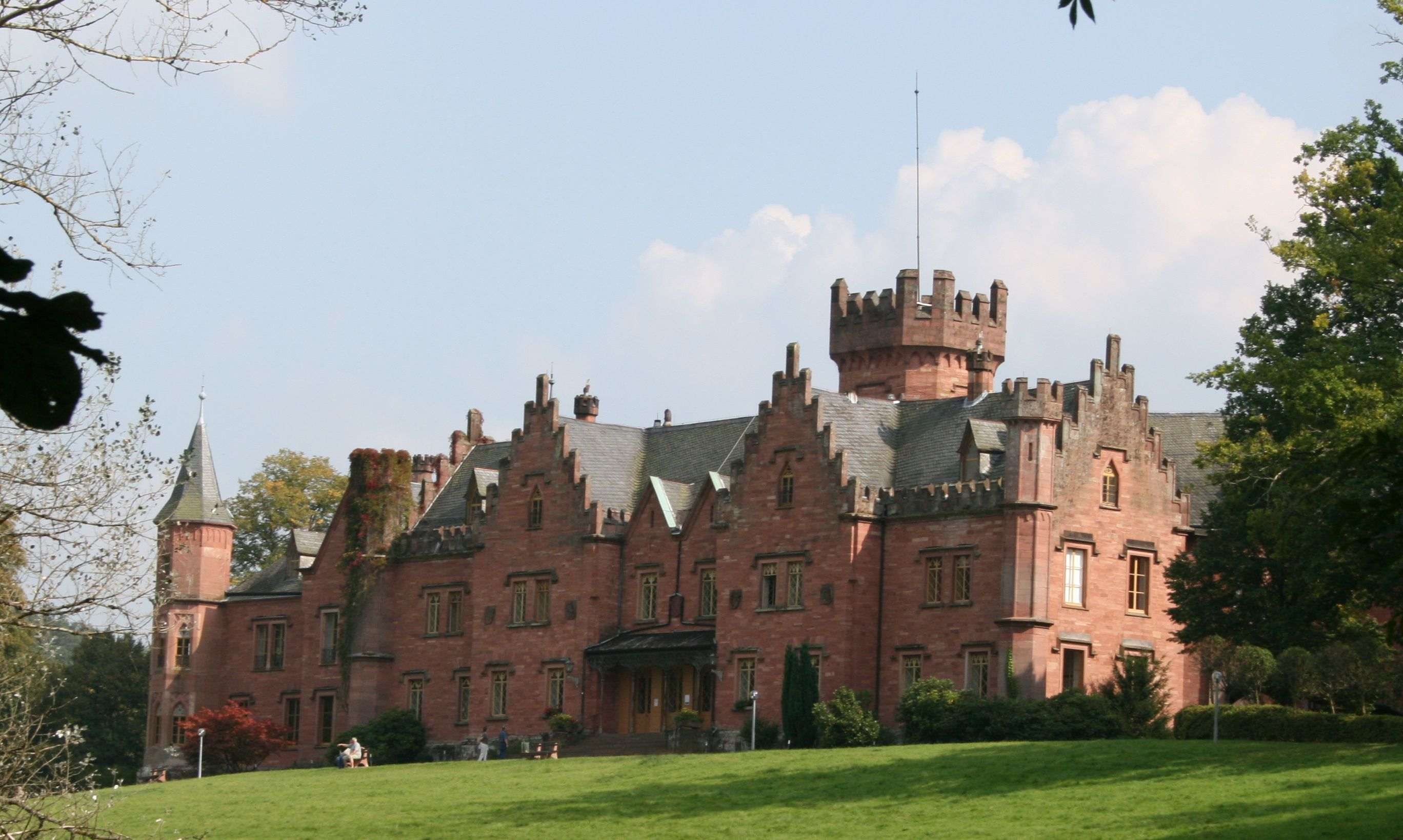
Château de Waldleiningen

## Titres
La famille existe, et tous les descendants de la lignée mâle du concessionnaire portent le titre de Prince(sse) de Leiningen (Prinz (essin) zu Leiningen) avec le style d' altesse sérénissime. Le chef de la maison est de style Le Prince de Leiningen (Fürst zu Leiningen : voir l'article Fürst pour la différence entre celui-ci et l'autre titre princier, Prinz). 

## Liens familiaux et événements

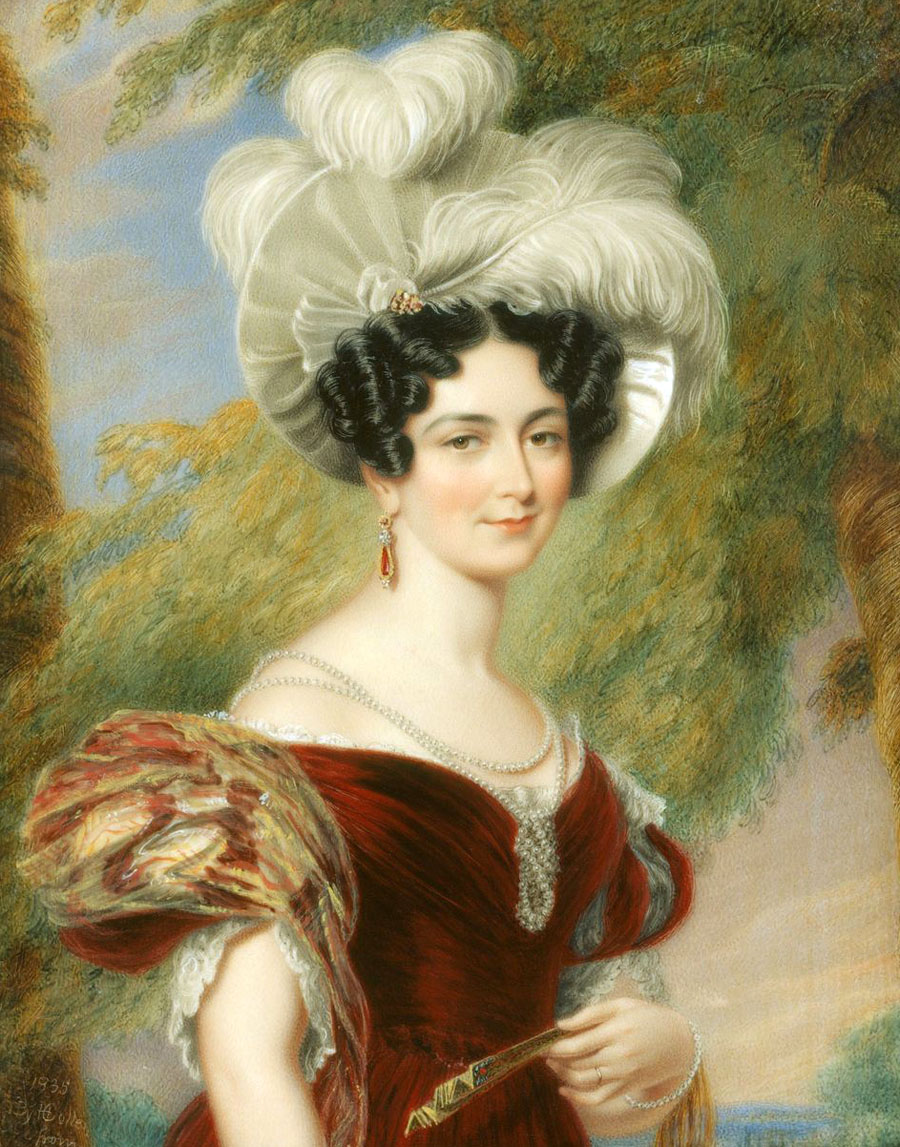
Princesse Victoria de Saxe-Cobourg-Saalfeld, princesse de Leiningen, duchesse de Kent

Le deuxième prince, Emich Charles, a épousé la princesse Victoria de Saxe-Cobourg-Saalfeld. Après sa mort en 1814, la princesse a épousé le prince Edward, le duc de Kent et Strathearn, un fils cadet de George III du Royaume-Uni, par qui elle est devenue la mère de la reine Victoria. Les demi-frères et sœurs de la reine, Carl, le 3e prince de Leiningen et la princesse Feodora sont restés proches de leur demi-sœur. 
Le quatrième prince, Ernst, a poursuivi une carrière dans la marine royale britannique ; son mariage avec la princesse Marie de Bade, une descendante de l' électrice Sophia de Hanovre, signifiait que leurs enfants étaient dans la lignée de la succession au trône britannique, quoique assez loin dans la liste. 
Le sixième prince, Karl, a épousé la grande-duchesse Maria Kirillovna de Russie, fille de la princesse Victoria Melita qui était à son tour fille d' Alfred, duc de Saxe-Cobourg et Gotha, deuxième fils de la reine Victoria. En conséquence, leurs descendants occupent aujourd'hui des places plus haut sur la ligne de succession britannique, au début des centaines. 
En 1991, le septième prince, Emich, a déshérité son fils aîné, le prince héréditaire Karl Emich, après avoir épousé sa deuxième femme, le Dr Gabriele Thyssen, le 24 mai de la même année. Le déshéritage a été confirmé par les tribunaux allemands, et ainsi de suite à la mort d'Emich plus tard cette année-là, il a été remplacé par son deuxième fils, Andreas, qui a été le huitième prince de cette époque. Il a épousé la princesse Alexandra de Hanovre.

## Princes de Leiningen (à partir de 1779)

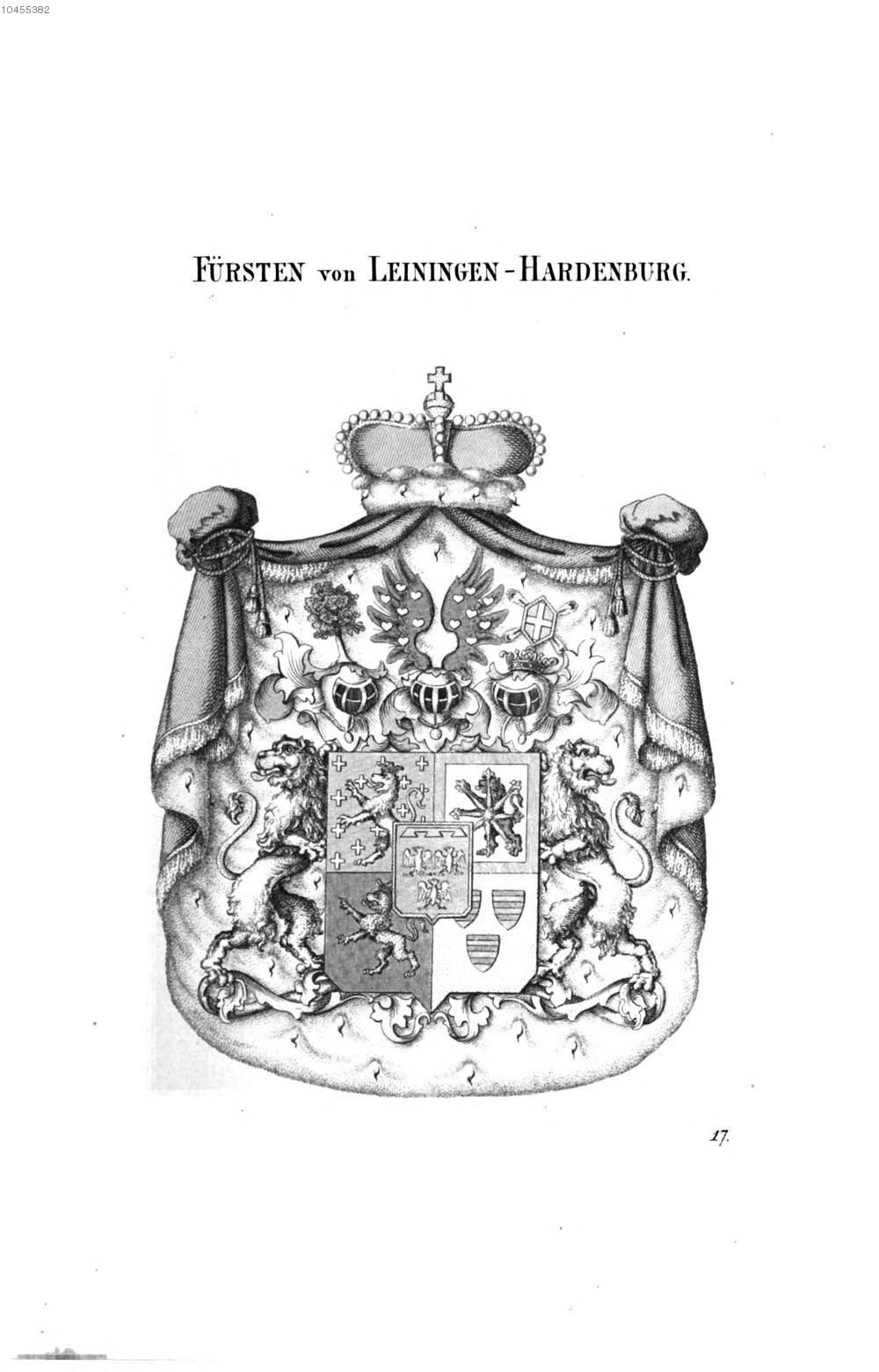
Les armes princières au milieu du XIXe siècle

- Carl Friedrich Wilhelm, 1er prince de Leiningen (1724-1807)
- Emich Carl, 2e prince de Leiningen (1763-1814)
- Carl, 3e prince de Leiningen (1804–1856)
- Ernst, 4e prince de Leiningen (1830–1904)
- Emich, 5e prince de Leiningen (1866-1939)
- Karl, 6e prince de Leiningen (1898-1946)
- Emich, 7e prince de Leiningen (1926–1991)
- Andreas, 8e prince de Leiningen (né en 1955) 
  - son héritier apparent, Ferdinand, prince héréditaire de Leiningen (né en 1982)